# Geranomyia gifuensis
Geranomyia gifuensis là một loài ruồi trong họ Limoniidae. Chúng phân bố ở miền Cổ bắc.